# 張汝棟
張汝棟（1510年—1549年），字伯隆，號郭莊，陝西西安府涇陽縣人，軍籍，明朝政治人物。

## 生平
嘉靖十三年（1534年）甲午科陝西鄉試第六十四名舉人。嘉靖十七年（1538年）中式戊戌科進士。授行人，二十一年五月選授南京兵科給事中，二十六年復除吏科給事中，劾罢劾奏总督南京粮储右佥都御史杨宜、大理寺虞守愚，五月升刑科右，十月升吏科左，二十七年十二月累陞刑科都給事中，次年卒于任内。

## 家族
曾祖張信；祖父張鸚；父張璲，母王氏具庆下。弟张汝梁；张汝柟（嘉靖十六年丁酉舉人、贡士），官推官；张汝材。